# Adele Fendi
Adele Fendi (født Adele Casagrande 1897, død 1978) var en italiensk designer og grundlæggeren bag det italienske modehus Fendi, som startede i 1925 i den italienske hovedstad Rom.